# Acronicta albarufa
Acronicta albarufa (barrens dagger moth) es una especie de polilla perteneciente a la familia Noctuidae. Se encuentra en el sur de Ontario y Manitoba, Nueva York, Nueva Jersey, Massachusetts, Carolina del Norte, Virginia, Georgia, Oklahoma, Misuri, Arkansas, y Colorado. Puede estar presente en Ohio, Pennsylvania, Connecticut, Nueva York y Nuevo México. Se ha sugerido que las poblaciones del sudoeste de Estados Unidos pueden ser especies separadas.
Las larvas se alimentan de Quercus macrocarpa, Quercus prinus y Quercus prinoides.